# 子牛 (音楽家)
子牛（こうし）は、日本の作詞家・作曲家・ボカロPである。

## 人物
ニコニコ動画に投稿されていた初音ミクが「恋愛サーキュレーション」を踊っているMMD作品で興味を持ったことが契機となり、ボーカロイド楽曲を聞くようになった。
学生時代にはバンドの経験をしている。ボカロPになったのは「モテたいから」
2019年1月24日、「道程」でボカロPデビュー。
道程という曲名の由来は１つの動画に「処女」と「童貞」両方のタグをつけたかったからという。
The VOCALOID Collection ～2021 Autumn～の歌ってみた部門で「【本人が歌ってみた】秋の未確認生物」で1位となる。
2020年11月21日「秋の未確認生物」によって自身初となる殿堂入りを達成する。
2021年2月20日、第一回目となるネタ曲投稿祭を開催。自作品である「月面探査機！かぐや姫」が1位となる。
ネタ曲投稿祭の主催も務めている。

## ディスコグラフィ

### 動画サイトへの投稿作品
|    | 公開日         | 曲名                        | 備考                                                                              |
| -- | -------------- | --------------------------- | --------------------------------------------------------------------------------- |
| 1  | 2019年1月24日  | 道程                        | VOCALOID処女作。                                                                  |
| 2  | 2019年1月27日  | 来来来世                    | 初音ミク初使用作品。                                                              |
| 3  | 2019年2月13日  | バレン単位                  |                                                                                   |
| 4  | 2019年3月24日  | 1人セゾン                   |                                                                                   |
| 5  | 2019年5月13日  | 真緑                        |                                                                                   |
| 6  | 2019年6月2日   | 関節キス                    | シューゲイズ祭り2019参加作品。                                                    |
| 7  | 2019年12月28日 | トラクションコントロール！  | レーシングミク公式テーマソング。                                                  |
| 8  | 2020年5月15日  | ハートフルメッセージ        | 酩酊堂の「第2回作曲伝言ゲーム」参加作品。                                         |
| 9  | 2020年6月7日   | 腹ペコのハングリー          |                                                                                   |
| 10 | 2020年7月30日  | ウナの惑星                  | 音街ウナ生誕祭2020投稿楽曲。                                                      |
| 11 | 2020年8月8日   | Co-                         | 曲名統一祭2020参加作品。                                                          |
| 12 | 2020年9月1日   | DAWN                        | 全夏中大祭2020参加作品。                                                          |
| 13 | 2020年10月18日 | 秋の未確認生物(short ver)   | アニマルコンピ参加作品。                                                          |
| 14 | 2020年11月27日 | ぴえん！！                  | 全く同じ歌詞を元に各ボカロPがそれぞれ別の曲を作ったらどうなるか的な企画参加作品。 |
| 15 | 2020年11月30日 | ウナの性惑                  | ボカロPコード進行統一企画参加作品。                                               |
| 16 | 2020年12月13日 | リナリア                    | The VOCALOID Collection2020冬参加作品。                                           |
| 17 | 2021年2月20日  | 月面探査機！かぐや姫        | ネタ曲投稿祭2021春参加作品。                                                      |
| 18 | 2021年4月24日  | ウメの性霊                  | The VOCALOID Collection2021春参加作品。                                           |
| 19 | 2021年7月30日  | ウナの惑星5thえでぃしょん   | 音街ウナ生誕祭2021参加作品。                                                      |
| 20 | 2021年8月14日  | 『±0』                      | 曲名統一祭2021参加作品。                                                          |
| 21 | 2021年9月23日  | 秋の未確認生物(long ver)    |                                                                                   |
| 22 | 2021年11月17日 | 牛丼のうた ファイナルラスト | ネタ曲投稿祭2021秋参加作品。                                                      |
| 23 | 2022年3月18日  | スパイシー・スポット        | 「マーシャル・マキシマイザー」のオマージュ作品。eneeemyの投稿日に便乗して投稿。   |

### 関連作品
|   | 公開日         | 曲名           | 投稿者           | 備考             |
| - | -------------- | -------------- | ---------------- | ---------------- |
| 1 | 2021年10月14日 | にゃんころり   | ミニマムカーター | ベースとして参加 |
| 2 | 2021年10月15日 | うたかた煉恋歌 | 南ノ南           | ベースとして参加 |